# Камчатська область
Камча́тська о́бласть — до 1 липня 2007 року суб'єкт Російської Федерації в складі Далекосхідного федерального округу, розташований на Камчатці. Межував з Магаданською областю та Чукотським автономним округом.
Площа області становила 170 800 км².

## Історія
Камчатська область була утворена 20 жовтня 1932 року в складі Хабаровського краю, з 23 січня 1956 року була самостійною областю Росії. На території Камчатської області знаходився Коряцький автономний округ.
23 жовтня 2005 року був проведений референдум щодо об'єднання Камчатської області та Коряцького автономного округу. Населення підтримало об'єднання регіонів. 7 липня 2006 року Рада Федерації підтримала закон «Про утворення в складі Російської Федерації нового суб'єкта в результаті об'єднання Камчатської області та Коряцького автономного округу». В результаті утворився Камчатський край.

## Населення
Населення становило 333 644 осіб (2002). Національний склад: росіяни — 277,4 тис. (83,14 %), українці — 19,8 тис. (5,95 %), особи, що не вказали національність 11,4 тис. (3,42 %), татари — 3,4 тис. (1,02 %), білоруси — 3,4 тис. (1,00 %).

## Райони
- Алеутський район
- Бистрінський район
- Єлізовський район
- Мільковський район
- Соболевський район
- Усть-Большерецький район
- Усть-Камчатський район